# Malika
Malika is een Arabische meisjesnaam, die "koningin" betekent. De mannelijke vorm is Malik ("koning"). Een van de 99 Schone Namen van God is dan ook Al-Malik.
De naam is ook een Hongaarse vleivorm van Amalia.

## Bekende naamdraagsters
- Malika Chaara, een Vlaamse auteur
- Malika Madi (fr), een Belgische schrijfster